# Valsad INA
Valsad INA è una città dell'India di 890 abitanti, situata nel distretto di Valsad, nello stato federato del Gujarat. In base al numero di abitanti la città rientra nella classe VI (meno di 5.000 persone).

## Società

### Evoluzione demografica
Al censimento del 2001 la popolazione di Valsad INA assommava a 890 persone, delle quali 517 maschi e 373 femmine. I bambini di età inferiore o uguale ai sei anni assommavano a 85, dei quali 44 maschi e 41 femmine. Infine, coloro che erano in grado di saper almeno leggere e scrivere erano 741, dei quali 435 maschi e 306 femmine.